# Chatenet
Chatenet – miejscowość i gmina we Francji, w regionie Nowa Akwitania, w departamencie Charente-Maritime.
Według danych na rok 1990 gminę zamieszkiwało 195 osób, a gęstość zaludnienia wynosiła 20 osób/km² (wśród 1467 gmin regionu Poitou-Charentes Chatenet plasuje się na 802. miejscu pod względem liczby ludności, natomiast pod względem powierzchni na miejscu 844.).